# جنس عام
الجنس العام هو نشاط جنسي يحدث في مكان عام. ويشير إلى شخص أو أكثر يقوم بفعل جنسي في مكان عام، أو في مكان خاص يمكن مشاهدته من مكان عام. 
قد يكون هذا المكان الخاص هو الفناء الخلفي أو غرفة النوم مع الستائر المفتوحة. يشمل الجنس العام أيضًا الأعمال الجنسية في الأماكن شبه العامة حيث يمكن للجمهور العام الدخول مجانًا، مثل مراكز التسوق. يمكن تنفيذ أعمال الجنس العامة في السيارات (بالعامية تسمى «وقوف السيارات»)، على الشواطئ، في الغابات والمسارح والحافلات والشوارع والمكتب المكعبي و المرحاض، أو المقابر.

## منطقة
في سبتمبر 2003، ذكرت هيئة الإذاعة البريطانية (بي بي سي) أشياء مجنونة تشجع عليها دعاية الإنترنت. دوجينج هو مصطلح عام إنجليزي بريطاني عام للانخراط في الجنس العام، عادة في موقف للسيارات أو حديقة البلد، بينما يشاهد آخرون. Dogging لديه جوانب من الاستعرائيه وشهوة التلصص. 
هناك بعض الأدلة على شبكة الإنترنت أن «دوجينج» قد بدأ ينتشر إلى بلدان أخرى، مثل الولايات المتحدة وكندا وأيرلندا وأستراليا وبربادوس والبرازيل وهولندا والدنمارك والنرويج وبولندا والسويد. 
يزعم أن الجنس في الأماكن العامة في الهواء الطلق يحدث في الحدائق والشواطئ في فانكوفر وسان فرانسيسكو. وفقا لمجلة نيويورك، يحدث الجنس العام في كثير من الأحيان في مدينة نيويورك، وهو خيال مشترك لكثير من الناس.

## الإدراك
تختلف وجهات النظر الاجتماعية تجاه الجنس العام والجنس بصورة كبيرة بين الثقافات المختلفة حول العالم والأزمان المختلفة عبر التاريخ. وتوجد الكثير من القوانين المتنوعة التي تنطبق على الجنس في الأماكن العامة، والتي تستخدم مجموعة متنوعة من المصطلحات مثل التعرض غير اللائق، والفسوق العام، والفساد الفاحش، وغيرها. وتقع جريمة في بعض الولايات القضائية فقط في حال نظر أشخاص آخرين إلى المشاركين، بحيث قد يحدث الفعل الجنسي في مقصورة مرحاض مغلقة دون وقوع أي جريمة.
ازدادت نسبة ممارسة الجنس في الأماكن العامة بالمملكة المتحدة، وقد يرجع السبب وراء ذلك إلى اتباع نهج أكثر استرخاءً في تنفيذ القوانين المتعلقة بالجنس العام منذ أوائل تسعينيات القرن العشرين.

## القانونية
جرى التطرق إلى الوضع القانوني للسلوك الجنسي في الأماكن العامة بالمملكة المتحدة كجزء من قانون الجرائم الجنسية لسنة 2003. تجعل المادة رقم 71 من القانون من الانخراط في النشاط الجنسي في مرحاض عام جريمة. تقع الممارسات الجنسية العامة في المملكة المتحدة تحت قوانين تتعلق بالتلصص أو الاستثارة أو العروض العامة للسلوك الجنسي، لكن لا يزال تطبيق قانون الجنس العام غامضا. يمكن إقامة الدعوى في عدد من الجرائم بموجب المادة الخامسة من قانون النظام العام لسنة 1986، أو التعرض بموجب المادة رقم 66 من قانون الجرائم الجنسية لسنة 2003، أو بموجب القانون العام الذي يقضي بتغريم الآداب العامة. تتمثل سياسة رابطة كبار ضباط الشرطة البريطانية (ACPO) في أن الاعتقالات للمنخرطين بالجنس العام هي الملاذ الأخير وينبغي اتباع نهج تدريجي أكثر في مثل هذه الظروف.

## انظر ايضًا
استعرائية
- تعبير علني عن المشاعر